# آمیش
| آمیش                 | آمیش                                            |
| -------------------- | ----------------------------------------------- |
|                      |                                                 |
| اطلاعات              |                                                 |
| جمعیت:               | ۳۶۱٬۶۳۵ (۲۰۲۱ ایالات متحده)                     |
| مناطق با جمعیت عمده: | ایالات متحده، کانادا                            |
| مذهب:                | آناباپتیست                                      |
| کتاب‌های مقدس:        | انجیل                                           |
| زبان‌ها:              | آلمانی پنسیلوانیایی (دایچ) انگلیسی، آلمانیِ عُلیا |

آمیش یک مذهب مسیحی آناباپتیست است که در سال ۱۶۹۳ به وسیله رهبر مِنونی‌های سوئیس، یاکوب آمان بنیان نهاده شد. بیشتر آن‌ها در ایالات متحده آمریکا و کانادا زندگی می‌کنند و به چند گروه اصلی تقسیم شده‌اند.
پیروان مذهب آمیش کماکان بر اساس روش‌های قدیمی نیاکان‌شان مانند استفاده از اسب برای کشاورزی و حمل و نقل، روش پوشش سنتی و ممنوعیت استفاده از برق و تلفن در خانه زندگی می‌کنند.
آمیش‌ها به مذهب آنابابتیسم تعلق دارند و وجه مشخص اعتقاد آنان این است که تعمید فرد به نشانه پیروی واقعی از مسیحیت باید زمانی انجام شود که او به ایمان خود وقوف یافته و آن را پذیرفته‌است و تعمید نوزادی که هنوز قدرت شناخت ندارد درست نیست.
آمیش‌ها به شیوه سنتی و بدون استفاده از دستاوردهای فنی جدید زندگی می‌کنند. آن‌ها به ارتش نمی‌پیوندند، از مزایای تأمین اجتماعی بهره نمی‌گیرند، بیمه نمی‌شوند و هیچگونه کمک مالی دولت را نمی‌پذیرند. برخی گروه‌های آمیش محدودیت‌های کمتری دارند، بعضی اجازه استفاده از اتومبیل و برق را دارند و حتی ممکن است تشخیص آن‌ها از میان جمعیت انگلیسی زبان‌ها دشوار باشد.
بیشتر آمیش‌ها در خانه، به گویشی معروف به هلندی پنسیلوانیایی یا آلمانی پنسیلوانیایی صحبت می‌کنند. بچه‌ها در مدرسه، زبان انگلیسی می‌آموزند. مذهب آمیش از گروه‌های جداگانه‌ای تشکیل شده از نواحی جغرافیایی و جمعیتی مختلف تقسیم می‌شوند. هر ناحیه کاملاً مستقل است و دستورهای ویژه (آیین‌نامه شفاهی) خودش را دارد. در میان آمیش‌های سنتی‌تر، اعضایی که این قوانین را نقض کنند ممکن است طرد یا اخراج شوند. در کنارِ دو زبانِ آلمانیِ پنیسلوانیایی و انگلیسی که برای تعاملاتِ روزمرّهٔ داخل و خارجِ جامعهٔ آمیش به کار می‌روند، نیایش‌ها و آوازهای مذهبی به زبانِ آلمانیِ عُلیا است.
در اوایل قرن هجدهم بسیاری از آمیش‌ها و منونایت‌ها به دلایل مختلف به پنسیلوانیا مهاجرت کردند. امروزه، سنتی‌ترین بازماندگان آمیش‌ها همچنان به آلمانی پنسیلوانیا که به هلندی پنسیلوانیا نیز مشهور است صحبت می‌کنند گرچه گویشی از آلمانی سوییسی توسط آمیش‌های نظم قدیمی در شهرستان آدامز، ایندیانا، ایندیانا مورد استفاده قرار می‌گیرد. به تاریخ سال ۲۰۰۰، بیش از۱۶۵٬۰۰۰ آمیش نظم قدیمی در آمریکا و ۱٬۵۰۰ در کانادا زندگی می‌کرده‌اند. مطالعه‌ای در ۲۰۰۸ موید افزایش تعداد آن‌ها به ۲۲۷٬۰۰۰ بود، و در ۲۰۱۰ مطالعه‌ای نشان داد ظرف دو سال تعداد آنان با ده درصد افزایش به ۲۴۹٬۰۰۰ رسیده، و آنان حرکت فزاینده‌ای به سوی غرب داشته‌اند. بیشتر آمیش‌ها همچنان ۶ یا ۷ فرزند دارند و از کاهش فاحش در مرگ و میر نوزاد و مادر در قرن بیستم بهره‌مند شده‌اند. بین ۱۹۹۲ تا ۲۰۱۳ جمعیت آمیش‌ها ۱۲۰ ٪ افزایش داشته‌است، در حالی که جمیعت آمریکا افزایش کندتری داشته‌است. در سال ۲۰۲۰ جمعیت آمیش‌ها در آمریکای شمالی ۳۵۰۶۶۵ نفر تخمین زده شده‌است که در مقایسه با سال ۲۰۱۹ تعدا افراد ۸۷۶۵ نفر افزایش یافته‌است.

## جمعیت و پراکندگی

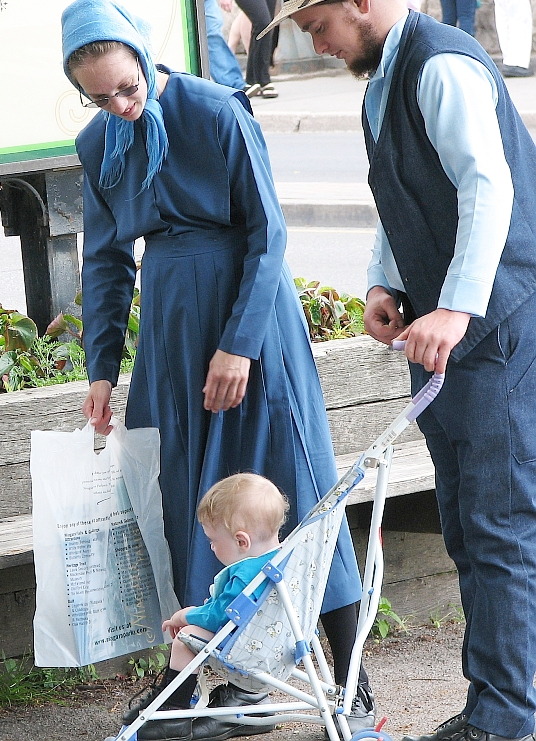

انزواطلبی جغرافیایی و اجتماعی آمیش‌ها، تعیین جمعیت آن‌ها را دچار مشکل می‌سازد. در سال ۲۰۰۰، آمیش‌های کهن-شیوه در ایالات متحده ۱۹۸۰۰۰ نفر بودند.
آمیش‌های کهن شیوه در ۲۱ ایالت به سر می‌برند؛ اوهایو بزرگ‌ترین جمعیت را دارد (۵۵۰۰۰)، سپس پنسیلوانیا (۳۹۰۰۰) و ایندیانا (۳۷۰۰۰). بزرگ‌ترین مراکز اجتماع آمیش در هولمزکانتی در ایالت اوهایو، لنکسترکانتی در ایالت پنسیلوانیا و لگرنج در ایالت ایندیانا وجود دارند. با میانگین ۷ فرزند در خانواده، جمعیت آمیش به سرعت در حال رشد است.

## تاریخچه
مانند بعضی از مِنونی‌ها، آمیش‌ها وارثان گروه‌های آناباپتیست سوئیسی هستند که در اوایل سده ۱۶ در طی اصلاحات تندروانه شکل گرفتند. نام «آناباپتیسم» به معنی «دو بار غسل تعمید شده» است. یک بار در خردسالی و دوباره در بزرگسالی. نام «منونی» یا «مِنونیت» نیز قدیمی‌تر است و از نام «منو سیمونز» (۱۴۹۶–۱۵۶۱) گرفته شده‌است. سیمونز یک کشیش کاتولیک ِ رومیِ هلندی بود که در سال ۱۵۳۶ میلادی به آناباپتیسم روی آورد و پس از دست کشیدن از ایمان کاتولیک، به‌وسیله «اوب فیلیپس» دوباره غسل تعمید داده شد. او رهبر آناباپتیست‌های سرزمین‌های پست بود اما نفوذ و تأثیر او به سوئیس رسید.
آمیش، تغییر نامش را از «یاکوب آمان» (۱۶۵۶–۱۷۳۰)، رهبر مِنونی سوئیسی-آلمانی، گرفت. آمان باور داشت که مِنونی‌ها از تعلیمات سیمونز فاصله گرفته‌اند. به تدریج پیروی از او منجر به ایجاد یک تقسیم در مِنونی‌هایِ سوئیسی و پیدایش مذهب آمیش در سال ۱۶۹۳ شد. به دلیل اینکه آمیش‌ها نتیجه انشقاق از منونی‌ها هستند، برخی این مذهب را یک گروه مِنونیِ محافظه‌کار در نظر می‌گیرند. آمیش‌ها نخست در قرن هجدهم، مهاجرت به پنسیلوانیا را آغاز کردند. آن‌ها به دلیل اجتناب از جنگ‌های مذهبی و فقر و همچنین آزار و اذیتهای مذهبی مجبور به مهاجرت شدند. بسیاری از آن‌ها در لنکستر در پنسیلوانیا ساکن شدند. پس از آن گروه‌های دیگر به آلاباما، دلاویر، ایلینوی، ایندیانا، آیوا، کانزاس، کنتاکی، میشیگان، مینه‌سوتا، می‌سی‌سی‌پی، میسوری، نبراسکا، نیویورک، اوهایو، مریلند، تنسی، ویسکانسین، مِین و کانادا مهاجرت کردند. آمیش‌های باقی‌مانده در اروپا هم تدریجاً در منونی‌ها ادغام شدند.

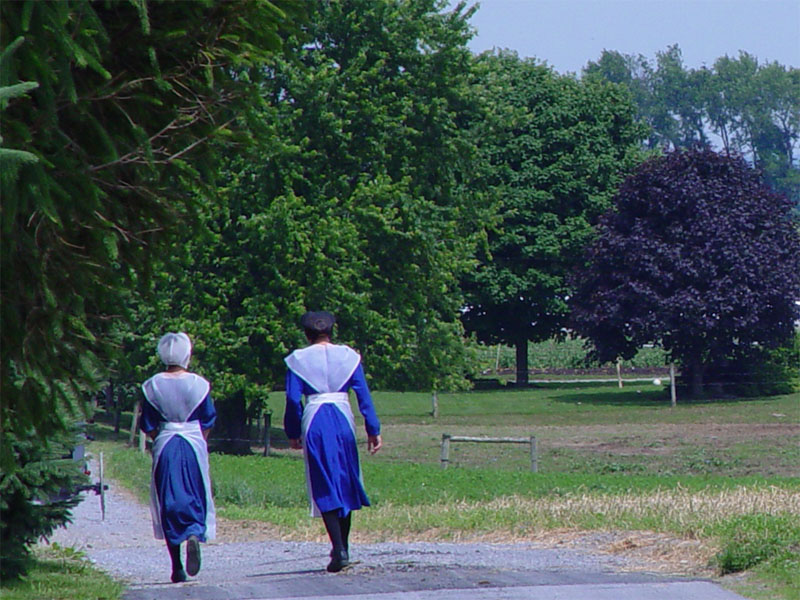
دختران آمیش

## آمیش به‌عنوان یک گروه نژادی
آمیش‌ها به واسطه تبار مشترک سوییسی-آلمانی خود، زبان و فرهنگ یکسان و همچنین ازدواج با هم‌کیشان، به هم پیوسته‌اند؛ بنابراین آمیش معیارهای یک گروه قومی را دارد. اما آمیش‌ها بیشتر خود را به‌عنوان گروه مذهبی می‌شناسند تا نژادی. چرا که یک آمیش‌زاده در صورت انتخاب سبک زندگی دیگر، یا تخلف از قوانین، دیگر یک آمیش شناخته نمی‌شود. بعضی مواقع منِونی‌ها به ویژه در کانادا خود را از تبار آمیش می‌دانند.

## شیوه‌های مذهبی
آمیش‌های کهن-شیوه، کلیسا ندارند و مراسم مذهبی را در خانه‌های خود برگزار می‌کنند.
آنها یک هفته در میان، یکشنبه‌ها در خانه‌های همدیگر به اجرای مراسم مذهبی می‌پردازند. پس از موعظه و خواندن سرودهای مذهبی به صرف نهار و معاشرت مشغول می‌شوند.

## جدایی از دنیای بیرونی
آمیش‌ها به دلیل نگرانی از تأثیر غیبت یکی از والدین بر زندگی خانوادگی و هم برای به حداقل رساندن تماس با انگلیسی‌زبان‌ها (به قول آمیش‌ها «غیر آمیش») ترجیح می‌دهند در منطقه خودشان کار کنند. اما به هر حال به دلایل گوناگون خیلی از آن‌ها مجبورند دور از مزرعه به کار مشغول شوند.

## مراسم ازدواج
مراسم ازدواج در روزهای سه شنبه و پنجشنبه در نوامبر و اوایل دسامبر پس از برداشت محصول برگزار می‌شود. عروس یک لباس نوی کتان آبی‌رنگ می‌پوشد که در مراسم رسمی دیگر در آینده نیز آن را به تن خواهد کرد. او هیچ آرایشی ندارد و به دلیل ممنوعیت داشتن جواهرات، حلقه ازدواج دریافت نمی‌کند. مراسم عروسی ممکن است چندین ساعت به طول بینجامد، سپس یک مهمانی جمعی شامل ضیافت، ترانه‌خوانی و قصه‌گویی برگزار می‌شود. عروس و داماد شب اول را در خانه پدر عروس به سر می‌برند. کرفس یکی از غذاهای نمادین مراسم عروسی است. همچنین خانه را به جای گل با گلدان‌های کرفس تزیین می‌کنند.

## تکنولوژی مدرن
آمیش‌ها، به ویژه کهن-شیوه‌ها، احتمالاً به خاطر پرهیزشان از مظاهر تکنولوژی معروف هستند و معمولاً پرهیزشان از مواردی مانند اتومبیل و برق اشتباه فهمیده می‌شود. آمیش‌ها به تکنولوژی به‌عنوان یک شیطان نگاه نمی‌کنند. آن‌ها دلایل خاص خود را برای پرهیز از برخی فناوری‌ها دارند، به‌عنوان نمونه معتقدند که به‌کارگیری برق، به استفاده از کالاهایی مانند تلویزیون منتهی می‌شود که می‌تواند سنت زندگی بی‌پیرایه آمیش‌ها را به خطر بیندازد. اما از انرژی برق در موارد کاربردی دیگر مانند موارد فنی استفاده می‌کنند. به هر حال برخی از خانواده‌های آمیش از برق برای روشنایی و لوازم ضروری خانگی هم استفاده نمی‌کنند و چراغ‌ها و یخچال‌های نفتی را بکار می‌برند.
همچنین از برخی وسایل مدرن در کشاورزی بهره می‌برند، اما باز از استفاده گسترده از تکنولوژی در کشاورزی پرهیز دارند. در این مورد، اینطور استدلال می‌کنند که استفاده از این فناوری‌ها، کشاورزان آمیش را به خرید زمین‌های دیگران و زیاده‌خواهی وسوسه می‌کند.
کرایه‌کردن اتومبیل و اتوبوس با راننده برای بعضی استفاده‌ها مجاز است، اما انجام این کار در یکشنبه‌ها ممنوع است، همان‌طور که هرگونه رد و بدل کردن پول قدغن است. برای موارد معمول و کار در مزرعه استفاده از اسب رواج دارد.
همچنین، اغلب پرهیز آن‌ها از فناوری تلفن اشتباه فهمیده شده‌است. آمیش از تلفن بیزار است چرا که مخل جدایی آن‌ها از دنیا است و دنیای بیرون را در خانه می‌آورد. در واقع این پدیده یک ورود بدون اجازه در خلوت و شکستن تقدس خانواده دانسته می‌شود. اما آمیش‌ها با نصب تلفن در خارج از خانه‌ها و استفاده در موارد ضروری مخالفتی ندارند.

## زبان
علاوه بر انگلیسی، بیشتر آمیش‌ها به یک گویش خاص از زبان آلمانی به نام آلمانی پنسیلوانیایی یا هلندی پنسیلوانیایی سخن می‌گویند که خود آمیش‌ها به آن «دایچ» (deitsch) می‌گویند. گویش هلندی پنسیلوانیایی هیچ ارتباطی با زبان هلندی ندارد، اما ظاهراً با یکی از لهجه‌های آلمانی نزدیکی دارد.

## لباس
در فرهنگ آمیش، ارزش زیبایی در سادگی دانسته می‌شود. لباسها هرگز نباید وسیله‌ای برای جلب توجه باشند. چاپ هیج طرحی بر روی لباس مجاز نیست. زنان لباس‌هایی ساده و بلند به رنگ یکدست (مثلاً آبی) بر تن می‌کنند. اغلب در خانه از پیش‌بندهای سفید یا سیاه استفاده می‌کنند. همچنین زنان با توجه وضعیت‌شان، سرپوش‌های سیاه یا سفید بر سر می‌کنند.
مردها معمولاً شلوار تیره‌رنگ می‌پوشند و یک جلیقه یا کت تیره بر تن دارند. همچنین بند شلوار، کلاه‌های لبه‌دار حصیری یا نمدی سیاه از دیگر ویژگی‌های پوشش مردان است. مجردها ریش و سبیل خود را می‌تراشند و مردان متأهل ریش خود را بلند می‌کنند اما سبیل‌شان را می‌تراشند. گذاشتن سبیل به دلیل ارتباط با نظامی‌گری (به‌طور سنتی) و فراهم کردن فرصت خودپسندی غیرمجاز است.
ضمناً لباس‌ها کاملاً بدون زیپ می‌باشد

## تحصیلات
کودکان آمیش تا کلاس هشتم در بیشتر موارد درس نمی‌خوانند. چرا که عقیده بر این است که برای آماده کردن بچه‌ها برای سبک زندگی آمیش، همین قدر کفایت می‌کند. تقریباً هیچ آمیشی به دبیرستان یا دانشگاه نمی‌رود. بیشتر گروه‌های آمیش، خودشان آموزشگاه‌های یک اتاقه با آموزگاران آمیش را برای کودکان راه اندازی کرده‌اند.

## روابط با دنیای بیرون
در مجموع، مذهبٔ آمیش فشار دنیای مدرن را احساس می‌کند. به‌عنوان مثال قوانین کار کودکان، شیوه قدیمی زندگی آن‌ها را تهدید می‌کند. کودکان آمیش می‌آموزند که در سن پایین به کارهای سنگین مشغول شوند. اما قوانین کار کودکان، تعیین می‌کنند که کودکان قادر به انجام کارهای زیان‌آور هستند یا نه. برخلاف اعتقاد عموم، بعضی از آمیش‌ها رأی می‌دهند و به‌عنوان نمونه، عدالت‌خواهان جذب احزاب چپگرا و محافظه کاران وارد احزاب راست می‌شوند. از خدمت در ارتش امتناع می‌کنند و ذاتاً اهل دفاع و مقاومت نیستند. آن‌ها به هیچ وجه از مزایا و کمک‌های دولتی بهره‌ای نمی‌برند، در صورتی‌که مانند سایر شهروندان آمریکایی مالیات می‌پردازند.

## طول عمر
گزارشی در نوامبر ۲۰۱۷ در نشریه علمی ساینس ادوانسز (Science Advances) منتشر شد حاکی از آن که تحقیقات ده ساله نشان داده که در بعضی از اعضای این مذهب یک ژن جهش یافته وجود دارد که باعث افزایش عمر و برخورداری از سلامت بیشتر می‌شود. این تحقیقات در مورد اعضای مذهب مسیحیان آمیش توانسته‌است راز طول عمر در انسان را تاحدودی مشخص کند. گروه تحقیقاتی متشکل از پژوهشگرانی از آمریکا و ژاپن در حال آزمایش دارویی هستند تا بتوانند تأثیر این جهش را در افراد بازسازی کنند و تا بتوان آن را برای مقابله با بیماری‌های دوران سالمندی و افزایش طول عمر به کار گرفت.
پژوهشگران در این تحقیقات ۱۷۷ عضو مذهب آمیش در ایندیانا را مورد آزمایش قرار دادند و مشخص شد که ۴۳ تن از آنان دارای نسخه ژن جهش یافته موسوم به سرپین ۱ (Serpine 1) هستند. دارندگان این ژن به‌طور متوسط ۸۵ سال و سایر اعضای این گروه که فاقد این ژن هستند به‌طور متوسط ۷۵ سال عمر می‌کنند. علاوه بر این، دارندگان ژن در این جامعه مذهبی کمتر از سایرین به دیابت مبتلا می‌شوند و بدن آنان سوخت و ساز بهتری دارد.

## رامشپرینگا
رامشپرینگا به‌طور تحت‌الفظ به معنای «پرسه زدن» و «این‌ور و آن‌ور دویدن»، در سنت آمیش‌ها دوره‌ای است که نوجوانان وقتی به سن ۱۶ سالگی می‌رسند طی می‌کنند تا پس از آن، دست به انتخاب بزنند. آمیش‌ها فرزندانشان را که تا این سن، تابع مقررات خانواده بوده‌اند، آزاد می‌گذارند تا خارج از محدودهٔ جامعهٔ آمیش‌ها، زندگی در دنیای مدرن را تجربه کنند و آزادانه تمام لذت‌های (گاه بی‌بند و بارانه) آن را مزه مزه کنند. پس از این دوره چند ماهه یا چند ساله، مجبورند از دو گزینه وفاداری به مذهب آمیش یا ترک همیشگی آن یکی را انتخاب کنند. جوانان آمیش معمولاً تا سن ۲۱ یا ۲۲ سالگی فرصت دارند تا به اجتماع خویش بازگردند.

## ۱)فیلم
پیتر ویر در سال ۱۹۸۵ فیلم «شاهد» را در ناحیهٔ آمیش‌نشین لنکستر پنسیلوانیا ساخت. داستان فیلم در مورد تقابل و برخورد فرهنگی میان مردم آمیش و یک کارآگاه فیلادلفیایی است که پنهانی مشغول رسیدگی به پرونده قتلی است که یک پسر آمیش شاهد آن بوده‌است.
۲)سریال؛ فیلم دیگر در خصوص زندگی آمیش‌ها و آداب و سنن ایشان؛ سریال آمریکایی بانشی است که مربوط به زندگی مردمان شهری به همین نام است. مجرمی که بعد از سپری کردن مدت ۱۵ سال حبس خود به این شهر کوچک می‌آید و با کمک همدست قدیمیش به نام جوب با جعل عنوان کلانتری بخت برگشته که در بدو ورودش به شهر کشته می‌شود با نام هوود شروع به فعالیت می‌کند و آغاز جریانات بسیاری است که در قالب اکشن و رمانتیک به نمایش درآمده است! در کنار این جریانات زندگی طایفه ای از آمیش‌ها در این فیلم به نمایش درآمده و طرد کردن یکی از شخصیت‌های اصلی دیگر فیلم به نام پراکتور و خواهرزاده او به دلیل عدم رعایت آیین و قوانین آمیشی و آلوده شدن به فساد و جنایات!
3)پادکست؛ پادکست داکس در یک سه گانه که به فرقه های محافظه کار ادیان ابراهیمی می پردازد، در قسمت دوم به آمیش ها و شیوه زندگی و برخورد آنها پرداخته است که شنیدن آن خالی از لطف نیست